# Consell General del Doubs
El Consell General del Doubs és l'assemblea deliberant executiva del departament francès del Doubs a la regió de Borgonya - Franc Comtat. La seva seu es troba a Besançon. Des de 2004, el president és Claude Jeannerot (PS)

## Antics presidents del Consell
- 1999 - 2004 : Claude Girard (RPR després UMP)
- 1982 - 1999 : Georges Gruillot (RPR)
- 1964 - 1982 : Auguste Joubert
- 1945 - 1958 : Roland de Moustier
- 1935 - 1940 : Léonel de Moustier
- 1925 - 1935 : René de Moustier
- 1922 - 1925 : Pierre Peugeot
- 1913 - 1922 : René de Moustier

## Composició
El març de 2011 el Consell General del Doubs era constituït per 35 elegits pels 35 cantons del Doubs.
| Partit                        | Sigles | Electes |
| ----------------------------- | ------ | ------- |
| Majoria (22 escons)           |        |         |
| Partit Socialista             | PS     | 17      |
| Europa Ecologia-Els Verds     | EELV   | 1       |
| Divers gauche                 | DVG    | 4       |
| Oposició (13 escons)          |        |         |
| Unió pel Moviment Popular     | UMP    | 10      |
| Divers droite                 | DVD    | 3       |
| President del Consell General |        |         |
| Claude Jeannerot (PS)         |        |         |